# Yuriy Zenoviiovych Kryvoruchko
Yuriy Zenoviiovych Kryvoruchko (tiếng Ukraina: Криворучко Юрій Зеновійович; sinh ngày 14 tháng 7 năm 1966, Lviv) là một chính khách, bác sĩ tâm thần, luật sư và nhà hoạt động xã hội Ukraina. Ông là Đại biểu Quốc hội Ukraina khóa III và IV với tư cách đại diện lần lượt cho Phong trào Nhân dân Ukraina và khối "Ukraina của Chúng ta" của Viktor Andriyovych Yushchenko, và là người đứng đầu Quỹ Ukraina Trẻ (tiếng Ukraina: Молода Україна). Ông tốt nghiệp bằng Phó tiến sĩ Triết học năm 2005.

## Tiểu sử

### Những năm đầu và giáo dục
Ông sinh ngày 14 tháng 7 năm 1966 tại Lviv trong gia đình có bố mẹ là bác sĩ và giáo viên. Năm 1989, ông tốt nghiệp Viện Y Lviv với bằng tâm thần học. Sau đó ông làm bác sĩ tâm thần tại Phòng khám Tâm lý học Lviv. Từ năm 1992 đến năm 1998, ông theo học tại Khoa Luật của Đại học Quốc gia Ivan Franko Lviv. Năm 2005, ông bảo vệ luận án triết học xã hội và triết học lịch sử và tốt nghiệp Phó tiến sĩ Triết học.

### Hoạt động xã hội
Năm 1988, ông bắt đầu các hoạt động xã hội nhằm khôi phục nhà nước Ukraina, và là người sáng lập của một số tổ chức chính trị. Khi vẫn đang học tập tại Viện Y Lviv, năm 1988, ông được bầu làm chủ tịch chi hội giảng viên của Hiệp hội Ngôn ngữ Ukraina, một tổ chức có mục tiêu đấu tranh cho quyền được giảng dạy các ngành học bằng tiếng Ukraina. Ông cũng là người đồng sáng lập Hội Anh em Sinh viên vùng Lviv. Năm 1989, ông là đại biểu của Đại hội Lập hiến với tư cách đại diện cho Phong trào Nhân dân Ukraina. Ông đã tham gia vào cuộc Cách mạng Đá hoa cương năm 1990. Cùng năm đó, ông trở thành thành viên của Ủy ban Công cộng Khu vực Lviv về Sự hồi sinh của Quân đội Quốc gia Ukraina, cũng như Liên minh Sĩ quan Ukraina. Từ năm 1990 đến năm 1992, ông đứng đầu tổ chức bán quân sự Varta Rukhu (tiếng Ukraina: Варта РУХу), với nhiệm vụ đảm bảo trật tự công cộng tại các cuộc biểu tình. Tháng 6 năm 1990, nhằm thiết lập quan hệ hợp tác quốc tế, ông đã đến thăm các quốc gia Baltic. Năm 1991, ông tham gia sự kiện tháng Giêng ở Vilnius với tư cách là quân nhân tình nguyện và hỗ trợ tổ chức viện trợ nhân đạo. Từ năm 1992, ông là chủ tịch của Quỹ Ukraine Trẻ.

### Sự nghiệp chính trị
Năm 1991, cùng với Yaroslav Andrushkiv, Andriy Parubiy và Oleh Tyahnybok, ông đã thành lập Đảng Quốc gia Xã hội Ukraina (SNPU). Ông là người chịu trách nhiệm về công tác tư tưởng của đảng.
Năm 1992, ông trở thành sĩ quan cao cấp tại Phòng Tâm lý học, Vụ Tâm lý và Xã hội, Bộ Quốc phòng Ukraina. Ông có nhiệm vụ đảm bảo các quân nhân Ukraina tại Moldova trở về tổ quốc an toàn.
Năm 1997, ông rời Đảng Quốc gia Xã hội Ukraina trong êm đẹp do không tìm được tiếng nói chung trong hoạch định tương lai của tổ chức với ban lãnh đạo và gia nhập Phong trào Nhân dân Ukraina. Tháng 3 năm 1999, ông trở thành Ủy viên Ban lãnh đạo Trung ương đảng.
Trong cuộc bầu cử quốc hội năm 1998, ông được bầu làm Đại biểu Nhân dân Ukraina khóa 3 với tư cách thành viên của Phong trào Nhân dân Ukraina. Vào thời điểm bầu cử, ông giữ vị trí chủ tịch Ủy ban Tổ chức Thanh niên Khu vực Lviv. Ông là thành viên của phe Phong trào Nhân dân Ukraine và "Trung tâm Cải cách" PRP, thư ký Ủy ban Chính sách thanh niên, Văn hóa thể thao (từ tháng 7 năm 1998). Ông đã tham gia vào việc phát triển luật "về các tổ chức công cộng của thanh thiếu niên và trẻ em" của Ukraina.
Từ năm 1998, ông giữ chức Phó chủ tịch Ủy ban Quốc gia các Tổ chức Thanh niên Ukraina. Ông cũng là người sáng lập và chủ tịch của tổ chức thanh niên "Phong trào Thanh niên" (1999-2007) và Đại hội Thanh niên Tây Ukraina.
Từ năm 1995 đến năm 2009, ông là thành viên của Hội đồng Quốc gia về Chính sách Thanh niên đặt dưới sự chỉ đạo của Tổng thống Ukraina. Đồng thời trong thời gian này, ông cũng là thành viên của Đại hội Thế giới của các Tổ chức Thanh niên Ukraina. Năm 2001, ông là thành viên Ban tổ chức chuẩn bị và tổ chức Diễn đàn thế giới Thứ ba của Người Ukraina. Từ năm 2003, ông giữ chức Phó Chủ tịch Hội đồng Quốc gia các Tổ chức Thanh niên Ukraina. Từ năm 2004, ông giữ chức Phó Chủ tịch Ủy ban Quốc gia các Tổ chức Thanh niên Ukraina.
Ông tham gia Cách mạng Cam năm 2004.
Năm 2006, ông trở thành người đứng đầu Diễn đàn Thanh niên Ukraina, sự kiện có sự góp mặt của hầu hết các công đoàn thuộc các tổ chức thanh niên và trẻ em ở Ukraina.
Trong cuộc bầu cử quốc hội năm 2002, ông đã không giành đủ số phiếu để được bầu làm Đại biểu Nhân dân đại diện cho khối "Ukraina của chúng ta" của Viktor Andriyovych Yushchenko. Tuy vậy vào năm 2005, trong bối cảnh các bộ trưởng và thống đốc mới được bổ nhiệm từ chức để trống một số ghế Đại biểu Nhân dân, nếu xét theo luật thì ông vẫn có khả năng có được chức vụ này. Từ tháng 4 năm 2005, ông là thư ký Ủy ban Xây dựng, Giao thông, Nhà ở và Truyền thông.
Ông đã tranh cử vào Hội đồng Tối cao của Ukraina trong cuộc bầu cử quốc hội năm 2006 nhưng thất bại.

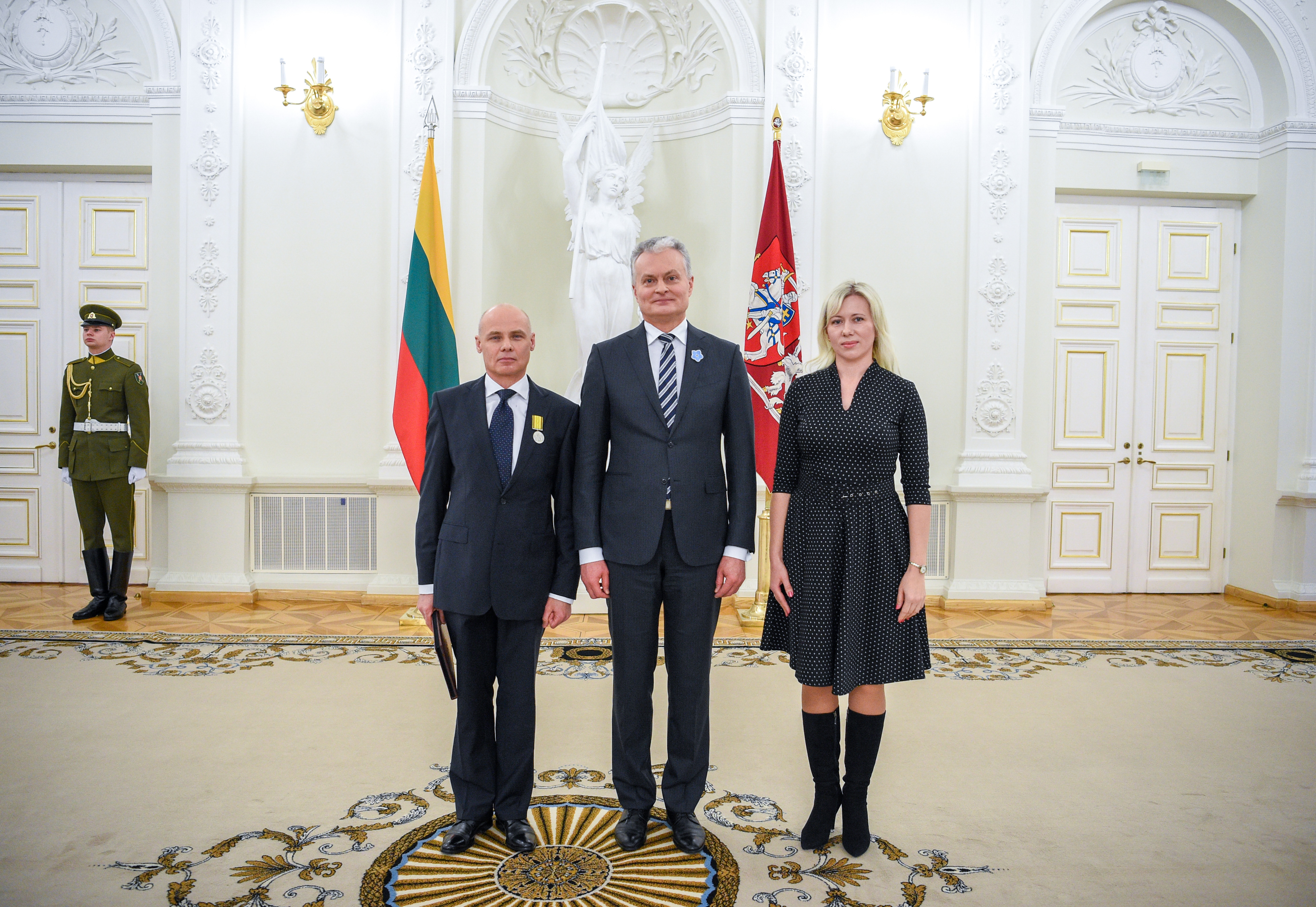
Yuriy Kryvoruchko (trái) tại lễ trao giải thưởng nhà nước cho công dân Ukraina và Litva của Tổng thống Litva Gitanas Nausėda năm 2020

Năm 2006, ông được cất nhắc vào Hội đồng Cộng đồng thuộc Bộ Gia đình, Thanh niên và Thể thao Ukraina. Năm 2007, ông trở thành ủy viên ban lãnh đạo của bộ.

## Giải thưởng
- Huân chương Công trạng hạng III (ngày 26 tháng 6 năm 1999) - vì những thành tích trong công tác, tính chuyên nghiệp cao và đóng góp cá nhân cho việc thực hiện chính sách thanh niên nhà nước[27];
- Giấy chứng nhận danh dự của Nội các Bộ trưởng Ukraina (23 tháng 6 năm 2003) - vì những đóng góp cá nhân ytong việc thực hiện chính sách thanh niên nhà nước, hỗ trợ trong công cuộc hình thành và phát triển xã hội của thanh niên và nhân dịp Ngày Thanh niên[28].
- Huân chương Công trạng hạng II (ngày 18 tháng 6 năm 2008) - vì những đóng góp cá nhân cho sự phát triển của phong trào thanh niên ở Ukraina, giới thiệu các phương pháp giảng dạy và nuôi dưỡng thanh niên hiện đại, đạt được kết quả đáng kể trong hoạt động nghề nghiệp, hoạt động công cộng tích cực[29].
- Huân chương Tưởng nhớ ngày 13 tháng 1 (ngày 1 tháng 1 năm 2020, Litva) - tham gia tích cực trong công cuộc việc bảo vệ tự do và độc lập của Litva, đảm bảo an ninh và tính mạng con người trong các sự kiện từ tháng 1 đến tháng 9 năm 1991[30][31].

## Đời tư
Cha ông là Zenoviy Oleksiyovych Kryvoruchko, sinh năm 1937, là một bác sĩ, từng giữ chức trưởng phòng Chăm sóc sức khỏe của Hội đồng khu vực Lviv và ủy viên Hội đồng thành phố Lviv khóa III và IV (1998-2006). Mẹ ông là Tamara Nikiforovna sinh năm 1941, mất năm 1972, sinh thời là một giáo viên toán. Ông một cô con gái tên Hanna với người vợ đầu. Ông có thêm một người con trai tên Yurii và một người con gái tên Sofia với người vợ thứ hai. Ông có thể giao tiếp bằng tiếng Ba Lan, tiếng Đức và tiếng Nga.